# 深夜急行バス (東急バス)

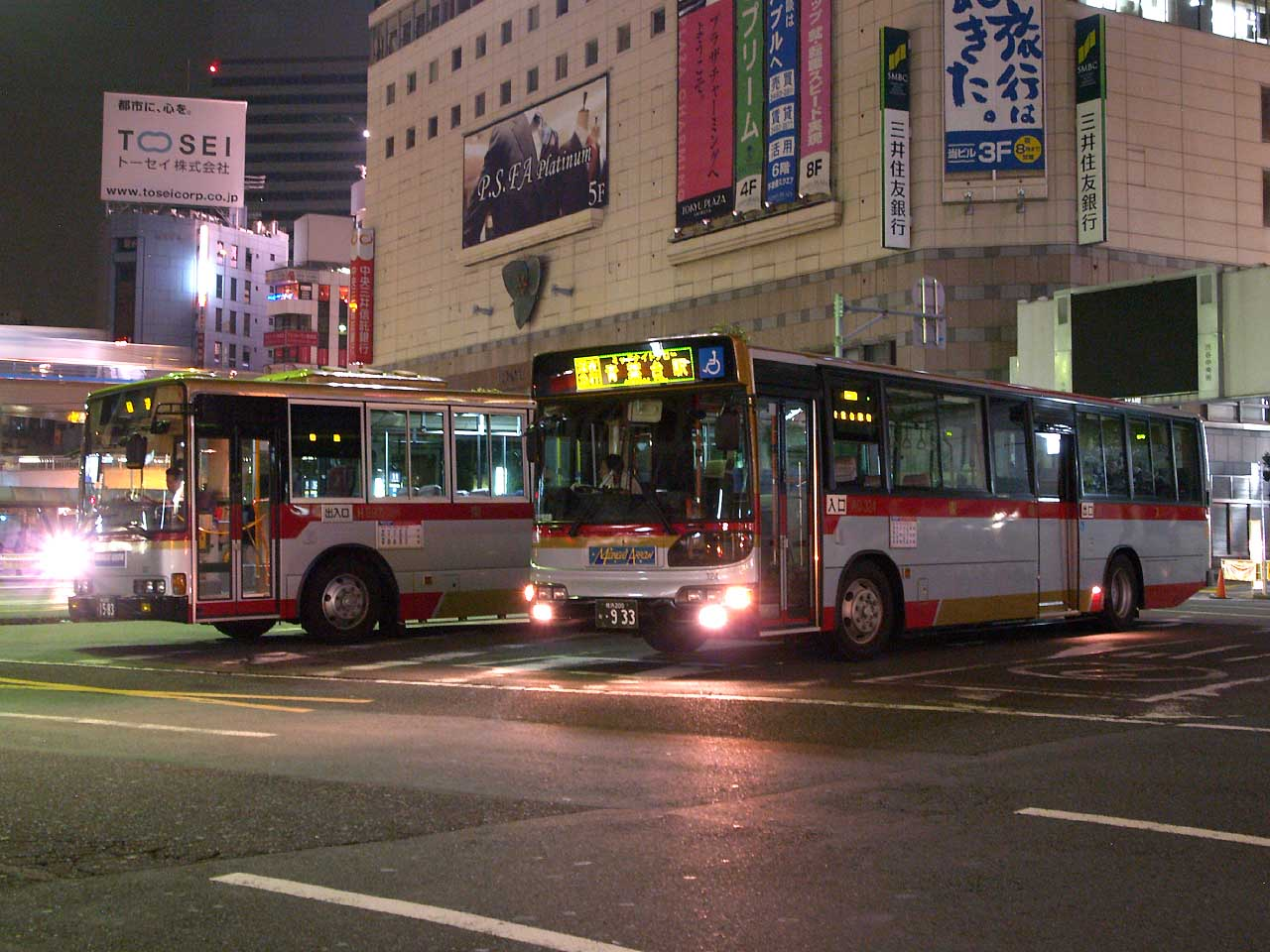
渋谷駅で待機するミッドナイトアローのワンロマ車
（左：ニュータウン線のH597、右：青葉台線のAO324）

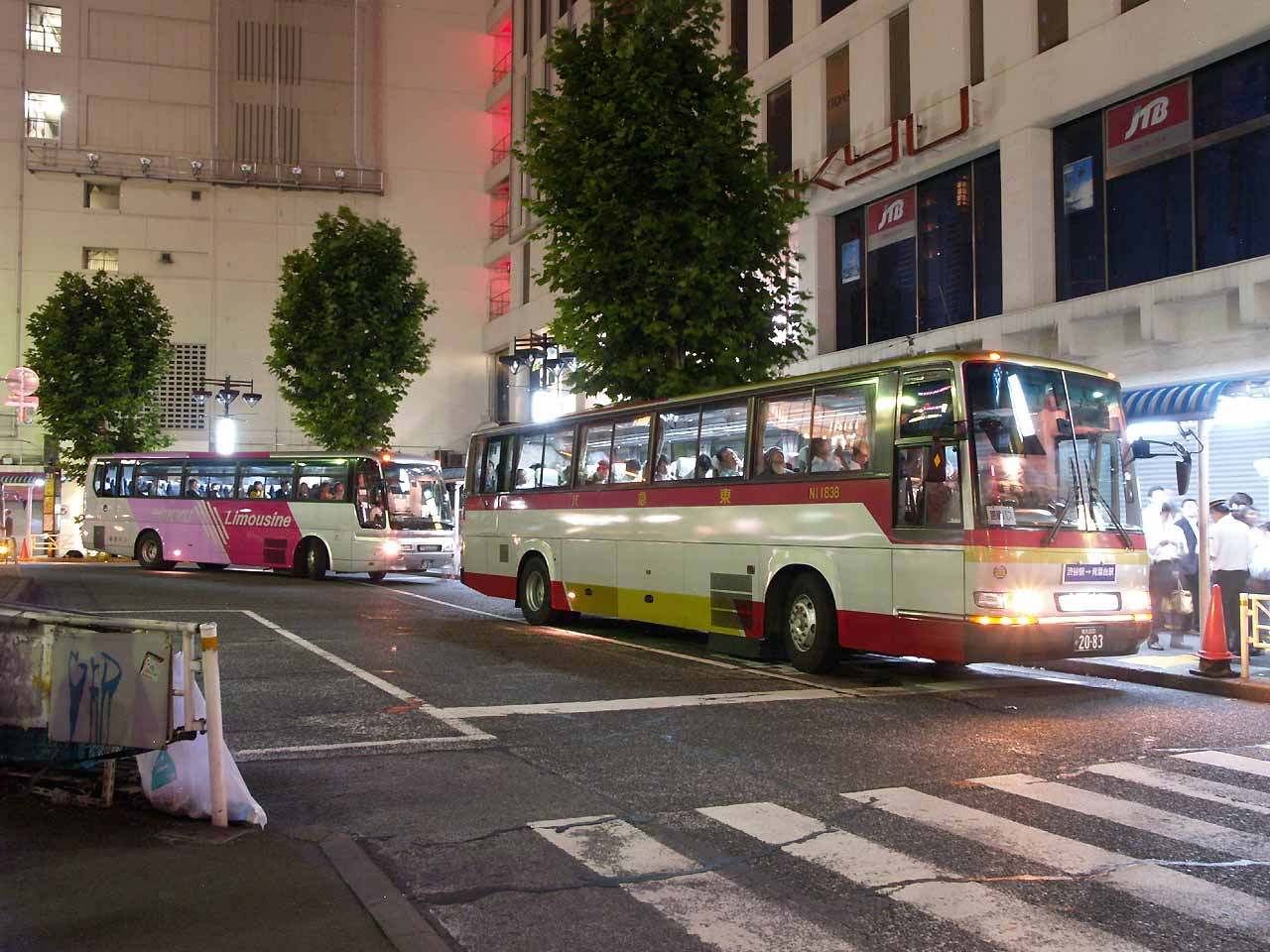
空港リムジン仕様車も応援に加わる（NI288：奥）

深夜急行バス ミッドナイト・アロー（しんやきゅうこうバス ミッドナイト・アロー）は、かつて東急バスが運行していた深夜急行バスである。2022年7月31日をもって、全路線が廃止された。
終電後の渋谷駅から主に東急東横線・田園都市線沿線各地への輸送を確保しており、1990年代初期の深夜急行バスの草分け的存在である。なお、2002年12月2日から2007年9月28日まで終電間際の渋谷駅から各地への輸送を確保するナイト・アローも運行していた。
なお、本記事における曜日等は、出発時刻の属する日の前日を示していることに注意されたい。

## 路線

### 高速青葉台線
- 渋谷駅（西口33番のりば）→（首都高速3号渋谷線～東名高速道路）→鷺沼駅→たまプラーザ駅→あざみ野駅→江田駅→市が尾駅→青葉台駅
  - 金曜日・祝祭日前日は3便（渋谷駅1:00発、1:20発、1:30発）、それ以外の平日は2便（1:00発、1:30発）運行する。土・日・祝祭日・年末年始・お盆期間は運休。渋谷駅以外の停留所は降車専用。[2]
  - 青葉台営業所が所管。
  - 池尻出入口 - 東名川崎IC間は高速道路を経由するため、立ち席乗車は認められない。全便座席定員制で、混雑時は補助椅子を使用する場合もあった。
  - かつてこの路線でナイト・アローを運行していた。

### 高速新横浜線
- 渋谷駅（西口36番のりば)→（山手通りまたは環七通り～目黒通り[3]）→都立大学駅北口→等々力七丁目→（第三京浜道路）→新城駅前→中原駅前→東横線小杉駅→元住吉→日吉駅→綱島駅入口→大倉山駅入口→新横浜駅→（フリー降車区間）→新羽営業所
  - 金曜日・祝祭日前日は2便（1:20発、1:30発）、それ以外の平日は1便（1:20発）運行する。土・日・祝祭日・年末年始・お盆期間は運休。渋谷駅以外の停留所は降車専用。[4]
  - 新羽営業所が所管。
  - 空港リムジン仕様車が仕業につくことが多かった。多摩川を第三京浜道路で渡るため、座席定員制であった。

### 高速ニュータウン線
- 渋谷駅（西口32番のりば)→（首都高3号渋谷線～東名高速道路）→鷺沼駅→すみれが丘→北山田交差点→センター北駅→センター南駅→仲町台駅
  - 金曜日・祝祭日前日に1便（1:20発）運行する。土・日・祝祭日・年末年始・お盆期間は運休。渋谷駅以外の停留所は降車専用。[5]
  - 東山田営業所が所管。
  - 高速青葉台線同様座席定員制。2011年11月1日に通勤高速バス「TOKYU E-Liner」（高速虹が丘線）が運行開始されてからは、通勤高速バス塗装の車両が優先的に使用されていた。

### 高速二子玉川線
- 渋谷駅（西口34番のりば)→大橋→三宿→三軒茶屋→上馬→駒沢→深沢八丁目→用賀一丁目→二子玉川駅→高津駅入口→溝の口駅
  - 金曜日・祝祭日前日（土曜日を除く）は2便（1:15発、1:30発）、それ以外の月～土曜日は1便（1:15発）運行する。日・祝祭日・年末年始・お盆期間は運休（土曜日も祝祭日・年末年始以外は運行する）。渋谷駅以外の停留所は降車専用。[6]
  - 高津営業所が所管。
  - この路線と高速宮前平線は路線名は高速と名乗るものの、高速道路を走らないので、立ち席利用が認められていた。

### 高速宮前平線
- 渋谷駅（西口35番のりば）→切通し前（溝の口駅入口）→身代り不動尊前（梶が谷駅入口）→宮崎農協（宮崎台駅入口）→宮前区役所前→宮前平駅
  - 月～土曜日に1便（1:15発）運行する。日・祝祭日・年末年始・お盆期間は運休（土曜日も祝祭日・年末年始以外は運行する）。渋谷駅以外の停留所は降車専用。[7]
  - 高津営業所が所管。2012年11月1日運行開始。
  - 高速二子玉川線と同様、路線名は高速と名乗るものの、高速道路を走らないので、満席の場合は立ち席利用が認められていた。

## 使用車両
開設当初は主に補助席付き60人乗りの観光バスを転用、路線バス車両をベースとした貸切兼用車（ワンロマ）はどちらかというと補助的に使用されていた。2000年代からは高齢者、身体障害者等の公共交通機関を利用した移動の円滑化の促進に関する法律（交通バリアフリー法）の関係でワンステップバスをベースとしたワンロマが投入されている。なお青葉台線・新横浜線では引き続き60人乗りの観光バスタイプの車両も併用されており、新横浜線では羽田空港リムジンの車両を使用することがあった。ニュータウン線は通勤高速バス「TOKYU E-Liner」用の車両が使用されることが多かった。

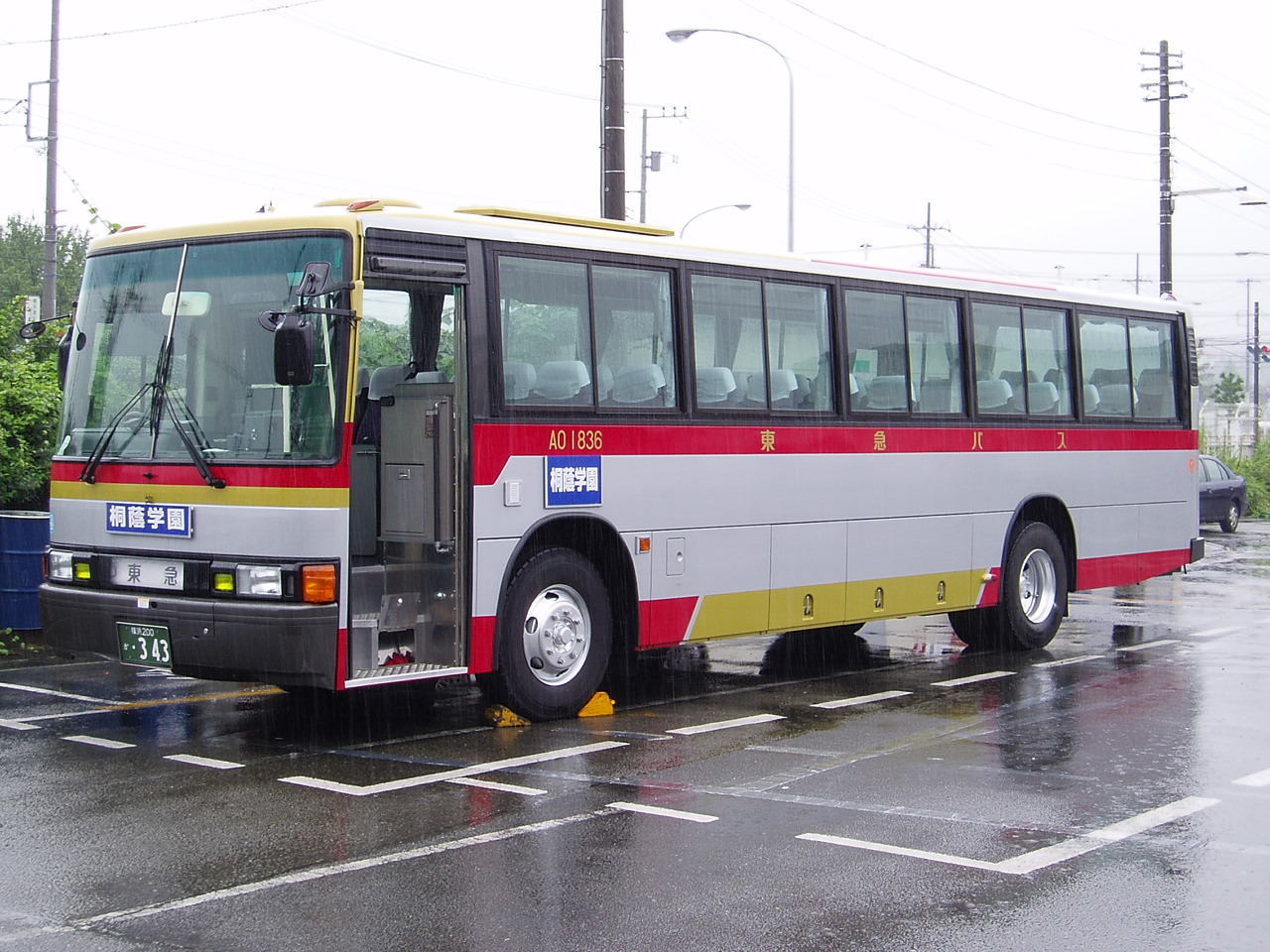
AO1836号車（青葉台線）
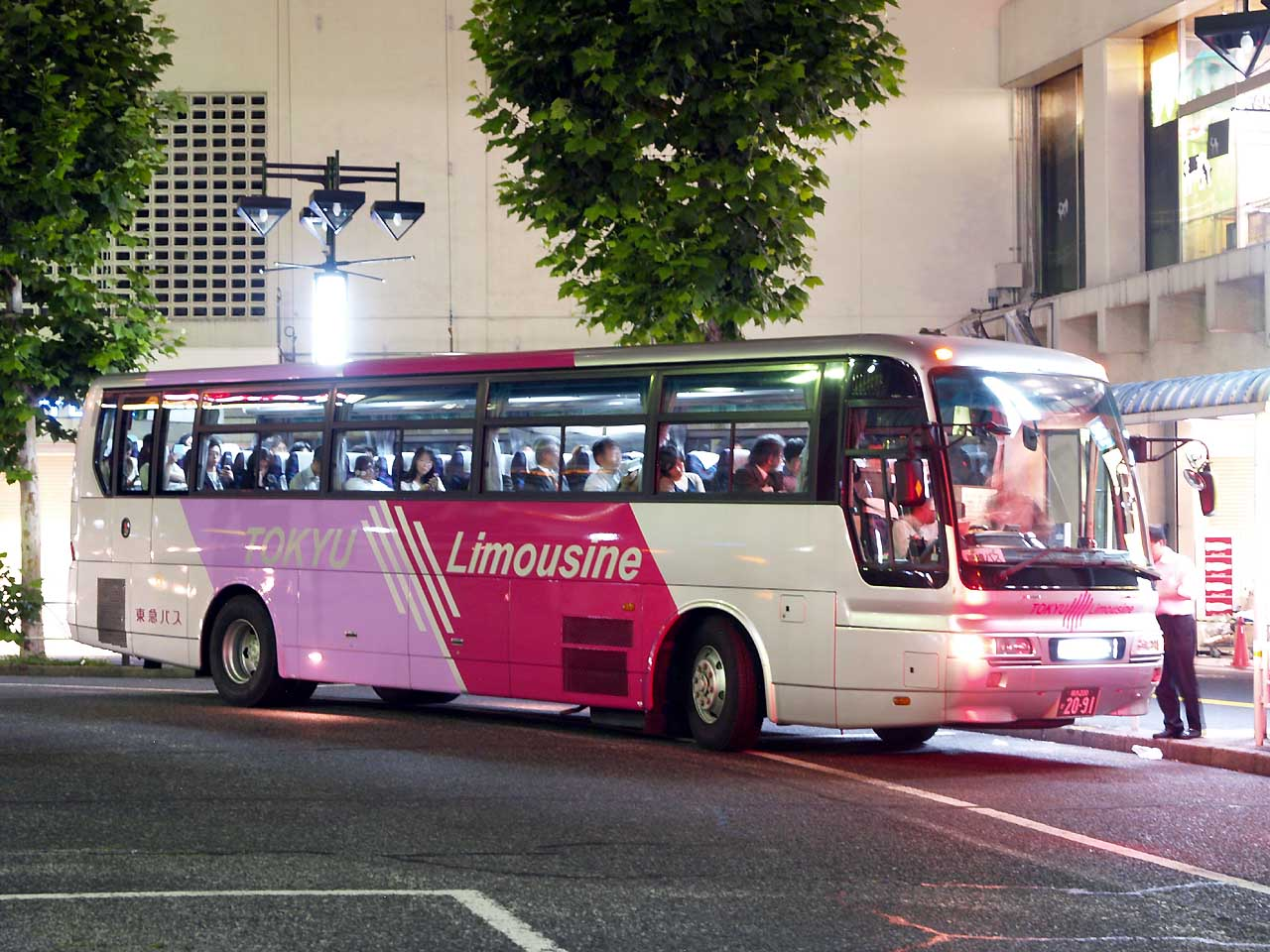
NI288号車（新横浜線）
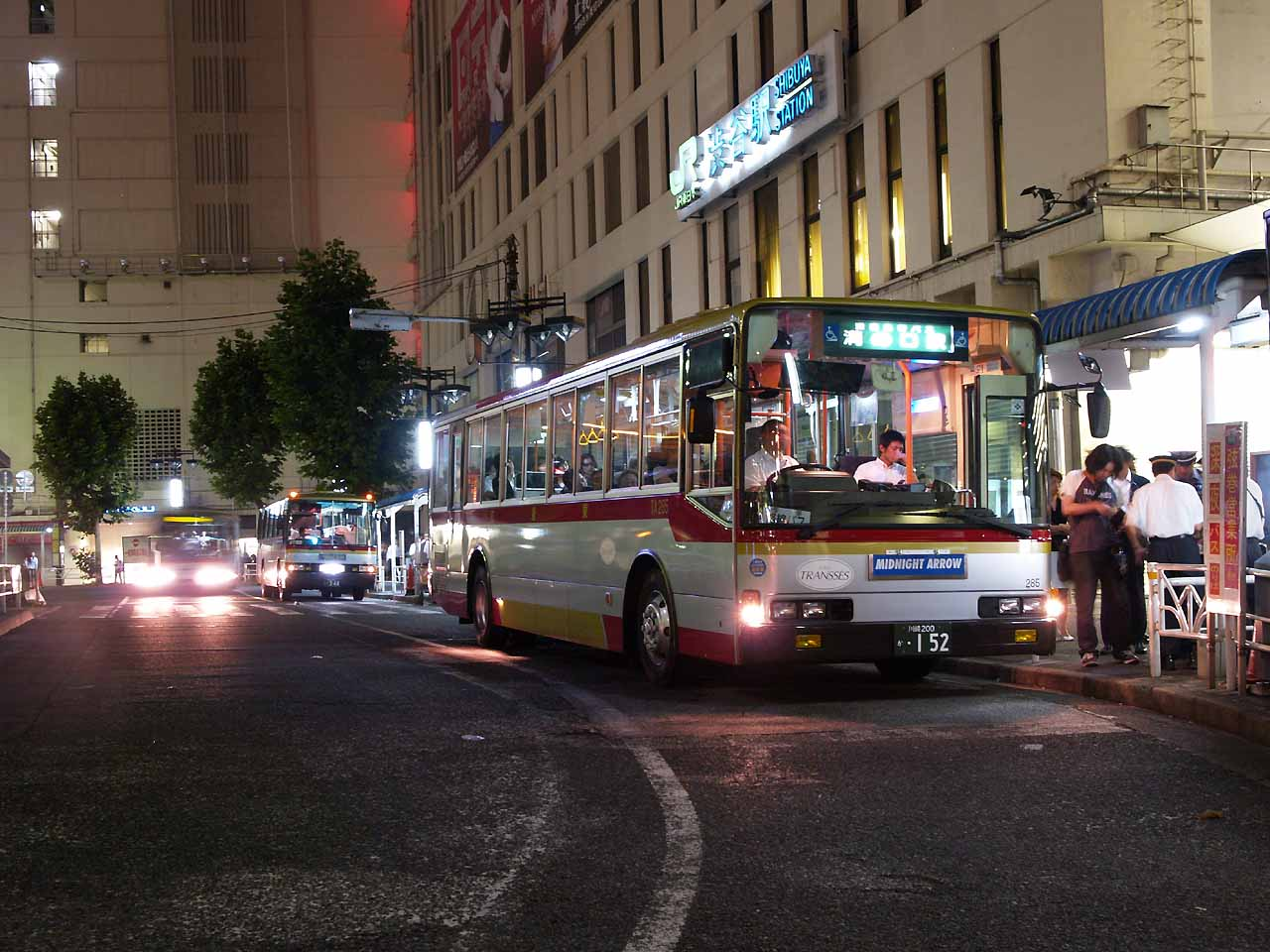
TA285号車（二子玉川線）

## 沿革
- 1989年7月3日 高速青葉台線を開業。
渋谷駅発1:00発と1:30発の2便を設定。当時の途中停留所は鷺沼駅とたまプラーザ駅のみ。
- 1990年
  - 3月1日 高速新横浜線を開業。当初は第三京浜を通らず丸子橋を経由、東横線小杉駅ではなく武蔵小杉駅南武線口を経由していた。
  - 6月18日 高速二子玉川線を開業。当時は溝の口操車所が終点だった。
- 1995年10月16日 高速青葉台線ダイヤ改定。
- 2002年
  - 10月16日 高速新横浜線の停留所に都立大学駅北口・等々力七丁目・新城駅前・中原駅前を追加。
  - 12月2日 ナイト・アロー青葉台線を開設。青葉台営業所と高津営業所の共管。
- 2003年
  - 6月16日 高速新横浜線ダイヤ改定。
  - 11月4日 高速ニュータウン線を開業。
- 2007年10月1日 ナイト・アロー青葉台線を廃止（同年9月28日をもって運行終了）。
- 2012年11月1日 高速宮前平線を開業。
- 2019年3月1日 利用実態に合わせて、ダイヤ改正と渋谷駅の乗り場変更を実施[8]。
  - 高速ニュータウン線（31番のりば→32番のりば） 月～木曜日の運行を休止、発車時刻を繰り下げ（1:15→1:20）、停留所に鷺沼駅を追加。
  - 高速新横浜線（32番のりば→36番のりば） 木曜日の運行本数を減便（2便→1便）。
  - 高速青葉台線 木曜日の運行本数を減便（3便→2便）。
- 2020年
  - 3月27日 高速青葉台線、高速新横浜線、高速ニュータウン線が事実上の最終運行日となる[9][10]。
  - 3月28日 高速二子玉川線、高速宮前平線が事実上の最終運行日となる[9][10]。
  - 3月30日 新型コロナウイルス感染拡大防止のため、全路線で運行休止[9]。期間は「当面の間」とされ、東急バスは同年4月22日、7月9日に運休の継続を発表している[11]。
- 2022年
  - 7月1日 コロナ禍における新生活様式等の定着による需要変動に伴い、同年7月31日限りでの廃止を発表[10]。
  - 7月31日 運行を再開することなく、全路線が廃止[10]。